# Friends (låt)
Friends, låt skriven av Jimmy Page och Robert Plant, framförd av medlemmarna i Led Zeppelin på albumet Led Zeppelin III, släppt 1970. Låten skrevs i en liten stuga i Bron-Yr-Aur (Wales) efter en krävande USA-turné. 
Låten spelades in på nytt av Jimmy Page och Robert Plant tillsammans med Bombay Symphony Orchestra under deras resa till Indien 1972. Inspelningen har dock inte släppts officiellt men finns på ett flertal bootlegs.